# Ceilândia EC
Der Ceilândia Esporte Clube ist ein Fußballverein aus Ceilândia, einer Satellitenstadt um den brasilianischen Bundesdistrikt der Hauptstadt Brasília die etwa 330.000 Einwohner beherbergt. Der Verein, dessen Farben Schwarz und Weiß sind, wurde 1979 gegründet und gilt als einer der Traditionsvereine des Bundesdistriktes. Das brasilienübliche Maskottchen des Vereins ist eine schwarze Katze (gato preto). 2010 gewann der Verein mit der Staatsmeisterschaft des Bundesdistrikts seinen ersten Titel.

## Historie

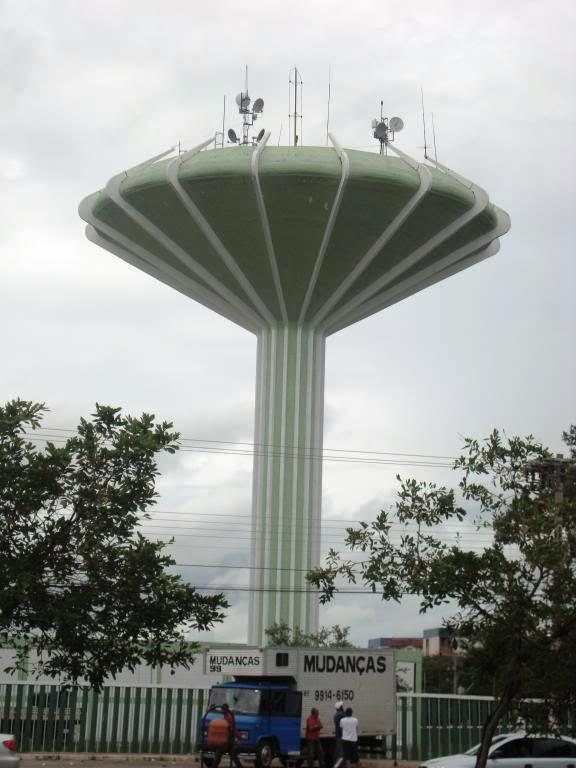
Der ikonische Wasserturm von Ceilândia der im Vereinsemblem zitiert wird

Der Verein ging aus dem 1963 gegründeten Dom Bosco Esporte Clube hervor. Er wurde 1978 professionalisiert und auf Betreiben des seinerzeitigen Bürgermeisters von Ceilândia am 23. August 1979 als Ceilândia Esporte Clube neu gegründet. Das erste Spiel fand noch im selben Jahr gegen den Staatsmeister des Bundesdistrikts vom Vorjahr Brasília FC statt. Ceilândia verlor das Spiel mit 1:2 und Risadinha wurde dabei der erste Torschütze der Vereinsgeschichte.
Erster Höhepunkt der Vereinsgeschichte war 1989 die Teilnahme an der Série B, der zweiten Leistungsstufe der nationalen Meisterschaft, wo der Verein auf Platz 31 endete. Zwischen 2004 und 2007 nahm Ceilândia viermal an der dritten Leistungsstufe teil, wobei das beste Abschneiden hier der 7. Platz des Jahres 2005 war. 2006 qualifizierte sich der Verein auch für die Copa do Brasil, dem nationalen Pokalwettbewerb. In der ersten Runde schaltete Ceilândia den EC Bahia aus, schied aber dann in der Runde der letzten 32 gegen den Fortaleza EC aus.
Größter Erfolg von Ceilândia war aber der Sieg 2010 beim Candangão, der Staatsmeisterschaft des Distrito Federal. In den Finalspielen gegen den Titelverteidiger Brasiliense FC behielt die „Schwarze Katze“ mit 3:1 und 2:2 die Oberhand. Ceilândia wurde damit der 20. Verein der sich die Meisterschaft sichern konnte und qualifizierte sich damit auch für die Teilnahme an der vierten nationalen Liga, der Série D, in 2010 und einer erneuten Teilnahme an der Copa do Brasil 2011.
2025 konnte der Klub sich in den ersten Runde des Copa do Brasil 2025 gegen den Coritiba FC durchsetzen, welcher im Ranking des CBF besser platziert war, Platz 94 versus Platz 24. Die Prämie hieraus waren 1,83 Millionen Real.

## Stadion
Der Ceilândia EC ist im Estádio Abadião, mit vollem Namen Estádio Maria de Lourdes Abadia im Stadtteil Guariroba von Ceilândia zu Hause. Die Sportstätte, nach einer ehemaligen Gouverneurin des Bundesdistriktes benannt, wurde am 27. August 1978 eingeweiht und hat ein Fassungsvermögen von rund 4000 Zusehern. Neben dem EC spielt hier auch der Ortsrivale SE Ceilandense. Die geographischen Koordinaten des Stadions sind 15°49'40"S und 48°6'36"W.

## Erfolge
- Distriktmeisterschaft von Brasília: 2010, 2012, 2024